# Saint-Sorlin-en-Valloire
Pour les articles homonymes, voir Saint-Sorlin (homonymie).
Saint-Sorlin-en-Valloire est une commune française située dans le département de la Drôme en région Auvergne-Rhône-Alpes.

## Géographie

### Localisation
La commune de Saint-Sorlin-en-Valloire est située à 15 km à l'ouest du Grand-Serre (chef-lieu du canton) et à 20 km au nord-est de Saint-Vallier.

### Relief et géologie
Sites particuliers :
- Combe du Nant[1] ;
- Plateau des Grises[1].

### Hydrographie
La commune est arrosée par les cours d'eau suivants :
- l'Argentelle ;
- la Veuze ;
- le Bancel ;
- le Dolure ;
- les Collières ;
- Ruisseau de la Vauverière ;
- Ruisseau de Riançon.

### Climat
Pour des articles plus généraux, voir Climat d'Auvergne-Rhône-Alpes et Climat de la Drôme.
En 2010, le climat de la commune est de type climat méditerranéen altéré, selon une étude du Centre national de la recherche scientifique s'appuyant sur une série de données couvrant la période 1971-2000. En 2020, Météo-France publie une typologie des climats de la France métropolitaine dans laquelle la commune est dans une zone de transition entre le climat de montagne et le climat méditerranéen et est dans la région climatique  Moyenne vallée du Rhône, caractérisée par un bon ensoleillement en été (fraction d’insolation > 60 %), une forte amplitude thermique annuelle (4 à 20 °C), un air sec en toutes saisons, orageux en été, des vents forts (mistral), une pluviométrie élevée en automne (250 à 300 mm). 
Pour la période 1971-2000, la température annuelle moyenne est de 12,2 °C, avec une amplitude thermique annuelle de 18 °C. Le cumul annuel moyen de précipitations est de 876 mm, avec 8,3 jours de précipitations en janvier et 5,6 jours en juillet. Pour la période 1991-2020, la température moyenne annuelle observée sur la station météorologique installée sur la commune est de 13,0 °C et le cumul annuel moyen de précipitations est de 854,9 mm,. Pour l'avenir, les paramètres climatiques de la commune estimés pour 2050 selon différents scénarios d'émission de gaz à effet de serre sont consultables sur un site dédié publié par Météo-France en novembre 2022.
| Mois                                  | jan.           | fév.           | mars            | avril         | mai           | juin          | jui.          | août           | sep.          | oct.            | nov.            | déc.            | année     |
| ------------------------------------- | -------------- | -------------- | --------------- | ------------- | ------------- | ------------- | ------------- | -------------- | ------------- | --------------- | --------------- | --------------- | --------- |
| Température minimale moyenne (°C)     | 1,2            | 1,4            | 4,2             | 7             | 10,8          | 14,2          | 15,9          | 15,5           | 12,1          | 9,3             | 4,8             | 1,9             | 8,2       |
| Température moyenne (°C)              | 4,3            | 5,3            | 9,2             | 12,4          | 16,3          | 20,1          | 22,2          | 21,9           | 17,8          | 13,7            | 8,2             | 4,9             | 13        |
| Température maximale moyenne (°C)     | 7,4            | 9,2            | 14,1            | 17,8          | 21,9          | 26,1          | 28,6          | 28,4           | 23,5          | 18,1            | 11,7            | 7,8             | 17,9      |
| Record de froid (°C) date du record   | −19 05.01.1971 | −18 15.02.1956 | −11 07.03.1971  | −5 08.04.21   | 0 04.05.1967  | 4 02.06.1962  | 7 13.07.00    | 4,8 30.08.1986 | 2 16.09.1957  | −4,4 31.10.1997 | −8,2 28.11.1985 | −15 28.12.1962  | −19 1971  |
| Record de chaleur (°C) date du record | 18,3 10.01.15  | 22 16.02.1958  | 25,9 25.03.1994 | 29,8 21.04.18 | 33,9 24.05.09 | 38,7 22.06.03 | 39,6 24.07.19 | 40,9 13.08.03  | 34,1 04.09.05 | 30 09.10.23     | 24 01.11.1968   | 19,2 18.12.1989 | 40,9 2003 |
| Précipitations (mm)                   | 56,1           | 41,2           | 48,7            | 68,8          | 79,9          | 66            | 63,3          | 60,4           | 91,5          | 115,1           | 108,3           | 55,6            | 854,9     |

## Urbanisme

### Typologie
Au 1er janvier 2024, Saint-Sorlin-en-Valloire est catégorisée commune rurale à habitat dispersé, selon la nouvelle grille communale de densité à 7 niveaux définie par l'Insee en 2022.
Elle est située hors unité urbaine et hors attraction des villes,.

### Occupation des sols
L'occupation des sols de la commune, telle qu'elle ressort de la base de données européenne d’occupation biophysique des sols Corine Land Cover (CLC), est marquée par l'importance des territoires agricoles (77,8 % en 2018), en diminution par rapport à 1990 (80,2 %). La répartition détaillée en 2018 est la suivante : 
terres arables (49,8 %), zones agricoles hétérogènes (23,5 %), forêts (17,2 %), prairies (4,5 %), zones urbanisées (4,2 %), zones industrielles ou commerciales et réseaux de communication (0,8 %). L'évolution de l’occupation des sols de la commune et de ses infrastructures peut être observée sur les différentes représentations cartographiques du territoire : la carte de Cassini (XVIIIe siècle), la carte d'état-major (1820-1866) et les cartes ou photos aériennes de l'IGN pour la période actuelle (1950 à aujourd'hui).

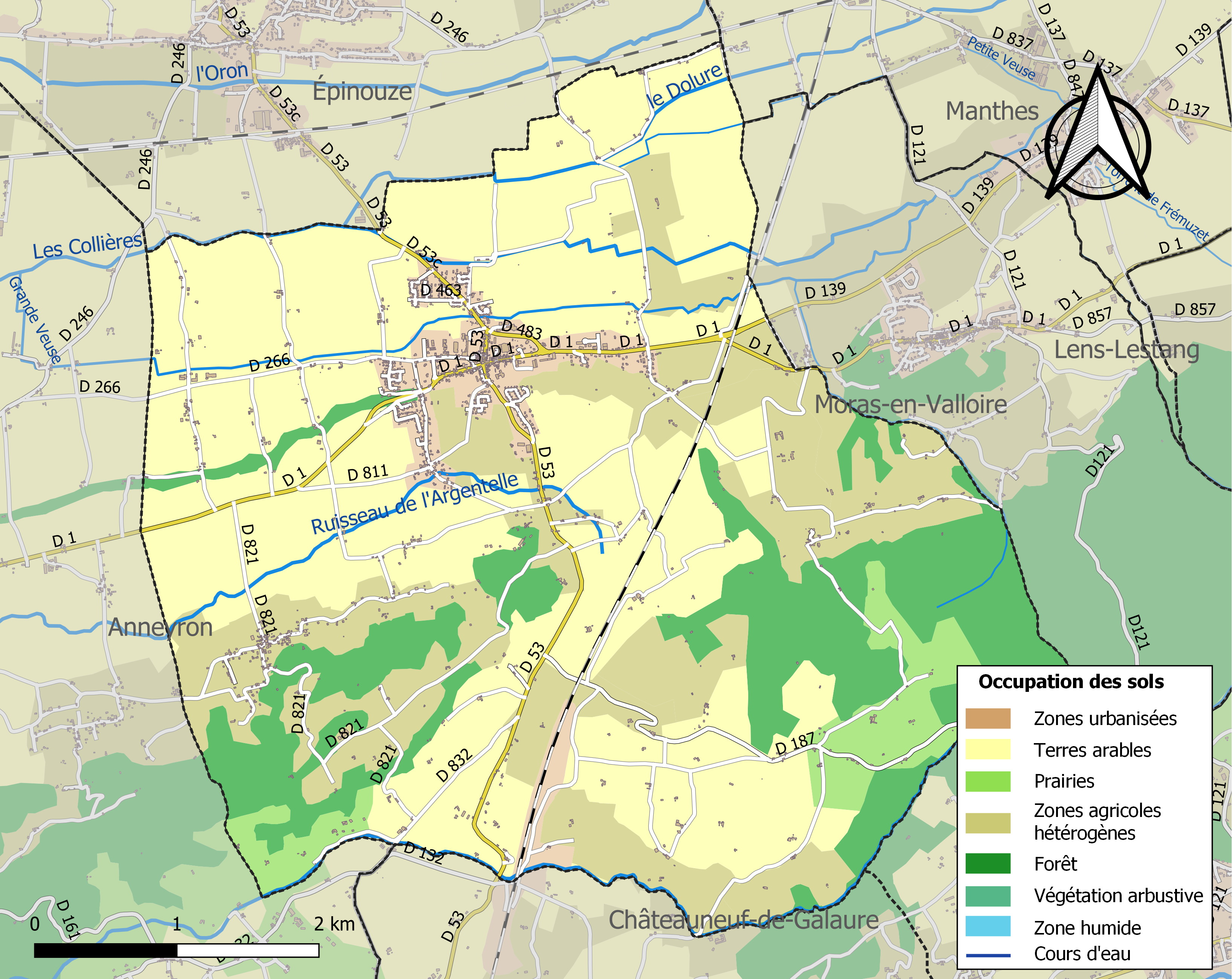
Carte des infrastructures et de l'occupation des sols de la commune en 2018 (CLC).

### Morphologie urbaine

#### Quartiers, hameaux et lieux-dits
Site Géoportail (carte IGN) :
- Bancel
- Barathon
- Bellangeon
- Bellevue
- Bois de la Meyerie
- Champ Coupier
- Château de la Pérouze
- Château des Chaberts
- Château Feuillet
- Chavanou
- Duverger
- Forêt de Mantaille
- Grand Champ
- la Barre
- la Bronçonnerie
- la Châtaigneraie
- la Creuve
- la Gérinière
- la Grande Meyerie
- la Maladière
- la Meyerie
- la Rolandière
- l'Autel
- le Bois Rigaud
- le Moulin
- les Blaches
- les Brossards
- les Chimoures
- les Chirouzes
- les Craponnières
- les Épars
- les Épines Bénites
- les Fayards
- les Gabelles
- les Grises
- les Îles
- les Marguerits
- les Marrons
- les Mournons
- les Perrins
- les Simards
- les Truchenières
- le Turail
- Mallegarde

## Toponymie

### Attestations
Dictionnaire topographique du département de la Drôme :
- 1119 : mention de l'église de la paroisse : ecclesia Sancti Saturnini cum parrochia (Juénin, Hist. de Tournus, 145).
- XIVe siècle : mention de la paroisse : capella Sancti Saturnini Vallis Auree (pouillé de Vienne).
- 1521 : mention de la paroisse : ecclesia Sancti Saturnini Vallisaure (pouillé de Vienne).
- 1673 : Saint Saturnin en Val d'Or (archives de la Drôme, E 632).
- 1775 : Saint Sorlin sur Moras (archives de la Drôme, E 768).
- 1891 : Saint-Sorlin, commune du canton du Grand-Serre.

(non daté)[réf. nécessaire] : Saint-Sorlin-en-Valloire.

## Histoire

### Du Moyen Âge à la Révolution
La seigneurie : au point de vue féodal, la terre était un fief des dauphins.
Saint-Sorlin faisait partie du mandement de Moras-en-Valloire.
Avant 1790, Saint-Sorlin était une paroisse du diocèse de Vienne et de la communauté de Moras dont l'église, dédiée à saint Saturnin, était celle d'un prieuré de bénédictins (de la dépendance de l'abbaye de Tournus), uni dès le XIVe siècle à celui de la Motte-de-Galaure et vers la fin du XVIIIe siècle à l'archevêché de Vienne. Son titulaire avait, de ce chef, les dîmes de cette paroisse.
On trouvait de nombreux moulins sur les bords de la Veuze et Saint-Sorlin était considéré comme le grenier à blé de la Valloire[réf. nécessaire].

### De la Révolution à nos jours
En 1790, cette paroisse est comprise dans la commune de Moras.
Le 7 avril 1880, elle en est distraite pour former une commune distincte du canton du Grand-Serre,.

## Politique et administration

### Liste des maires
| Période                                                | Période                     | Identité                              | Étiquette | Qualité                                                         |
| ------------------------------------------------------ | --------------------------- | ------------------------------------- | --------- | --------------------------------------------------------------- |
| Les données manquantes sont à compléter. : depuis 1880 |                             |                                       |           |                                                                 |
| 1880                                                   | 1884                        | Alphonse Laurent Suzerain (1843-1923) |           | cultivateur conseiller d'arrondissement (Canton du Grand-Serre) |
| 1884                                                   | 1888                        | Alphonse Laurent Suzerain             |           | maire sortant                                                   |
| 1888                                                   | 1892                        | Alphonse Laurent Suzerain             |           | maire sortant                                                   |
| 1892                                                   | 1896                        | Alphonse Laurent Suzerain             |           | maire sortant                                                   |
| 1896                                                   | 1900                        | Alphonse Laurent Suzerain             |           | maire sortant                                                   |
| 1900                                                   | 1904                        | Alphonse Laurent Suzerain             |           | maire sortant                                                   |
| 1904                                                   | 1908                        | Alphonse Laurent Suzerain             |           | maire sortant                                                   |
| 1908                                                   | 1912                        | Alphonse Laurent Suzerain             |           | maire sortant                                                   |
| 1912                                                   | 1919                        | Charles Sarrazin                      |           |                                                                 |
| 1919                                                   | 1925                        | Charles Sarrazin                      |           | maire sortant                                                   |
| 1925                                                   | 1929                        | Charles Sarrazin                      |           | maire sortant                                                   |
| 1929                                                   | 1935                        | Paul Brun                             |           |                                                                 |
| 1935                                                   | 1944                        | Paul Brun                             |           | maire sortant                                                   |
| 1944 (élection ?)                                      | 1945                        | Lucien Bourguignon                    |           |                                                                 |
| 1945                                                   | 1947                        | Lucien Bourguignon                    |           | maire sortant                                                   |
| 1947                                                   | 1953                        | Clovis Brunet                         |           |                                                                 |
| 1953                                                   | 1959                        | Clovis Brunet                         |           | maire sortant                                                   |
| 1959                                                   | 1965                        | Clovis Brunet                         |           | maire sortant                                                   |
| 1965                                                   | 1971                        | André Brunet                          | SFIO-PS   | député (1981-1986)                                              |
| 1971                                                   | 1977                        | André Brunet                          |           | maire sortant                                                   |
| 1977                                                   | 1983                        | André Brunet                          |           | maire sortant                                                   |
| 1983                                                   | 1989                        | André Brunet                          |           | maire sortant                                                   |
| 1989                                                   | 1995                        | André Brunet                          |           | maire sortant                                                   |
| 1995                                                   | 2001                        | Maurice Ruetsch                       | PS        | retraité                                                        |
| 2001                                                   | 2008                        | Maurice Ruetsch                       |           | maire sortant                                                   |
| 2008                                                   | 2014                        | Maurice Ruetsch                       |           | maire sortant                                                   |
| 2014                                                   | 2020                        | Louis Julien                          | DVD       | retraité                                                        |
| 2020                                                   | En cours (au 20 avril 2021) | Guillaume Luyton                      | SE        | chef d'entreprise                                               |

## Population et société

### Démographie
L'évolution du nombre d'habitants est connue à travers les recensements de la population effectués dans la commune depuis 1881. Pour les communes de moins de 10 000 habitants, une enquête de recensement portant sur toute la population est réalisée tous les cinq ans, les populations de référence des années intermédiaires étant quant à elles estimées par interpolation ou extrapolation. Pour la commune, le premier recensement exhaustif entrant dans le cadre du nouveau dispositif a été réalisé en 2005.

En 2022, la commune comptait 2 237 habitants, en évolution de −0,58 % par rapport à 2016 (Drôme : +2,64 %, France hors Mayotte : +2,11 %).
| 1881  | 1886  | 1891  | 1896  | 1901  | 1906  | 1911  | 1921  | 1926  |
| ----- | ----- | ----- | ----- | ----- | ----- | ----- | ----- | ----- |
| 1 753 | 1 770 | 1 719 | 1 705 | 1 691 | 1 675 | 1 629 | 1 533 | 1 510 |

| 1931  | 1936  | 1946  | 1954  | 1962  | 1968  | 1975  | 1982  | 1990  |
| ----- | ----- | ----- | ----- | ----- | ----- | ----- | ----- | ----- |
| 1 484 | 1 433 | 1 310 | 1 344 | 1 374 | 1 349 | 1 376 | 1 403 | 1 452 |

| 1999  | 2005  | 2006  | 2010  | 2015  | 2020  | 2022  | - | - |
| ----- | ----- | ----- | ----- | ----- | ----- | ----- | - | - |
| 1 559 | 1 743 | 1 781 | 2 139 | 2 233 | 2 247 | 2 237 | - | - |

### Enseignement
La commune relève de l'académie de Grenoble.

### Manifestations culturelles et festivités
- Fête communale : le deuxième dimanche de juillet[13].
- Fête patronale : le dimanche après le 22 septembre[13].

### Loisirs
- Complexe de loisirs au château[13].
- Randonnées : GRP Drôme des Collines, GR 422[1].

### Sports
- Hippisme[13].

### Médias
Le territoire de la commune se situe dans l'aire de diffusion de plusieurs médias :

#### Presse écrite
- Le Dauphiné libéré, quotidien régional qui consacre, chaque jour, y compris le dimanche, dans son édition de « Romans et Drôme des collines » un ou plusieurs articles à l'actualité du canton et de la commune, ainsi que des informations sur les éventuelles manifestations locales, les travaux routiers, et autres événements divers à caractère local.
- L'Agriculture Drômoise, journal d'informations agricoles et rurales, couvre l'ensemble du département de la Drôme.
- Drôme Hebdo (ancien Peuple Libre), hebdomadaire chrétien d'informations.

#### Presse audio-visuelle
La commune est située sur l'aire de diffusion de Ici Drôme Ardèche, une radio publique également diffusée sur tout le territoire du département de la Drôme et de l'Ardèche.

## Économie
En 1992 : céréales, pâturages (bovins), porcins.
- Marché : le lundi[13].
- Foire : le premier samedi de septembre[13].

## Culture locale et patrimoine

### Lieux et monuments
- Église romane Saint-Saturnin comprenant de belles fresques restaurées, une abside semi-circulaire et un clocher massif du XIIe siècle. Bel appareillage de galets[13].

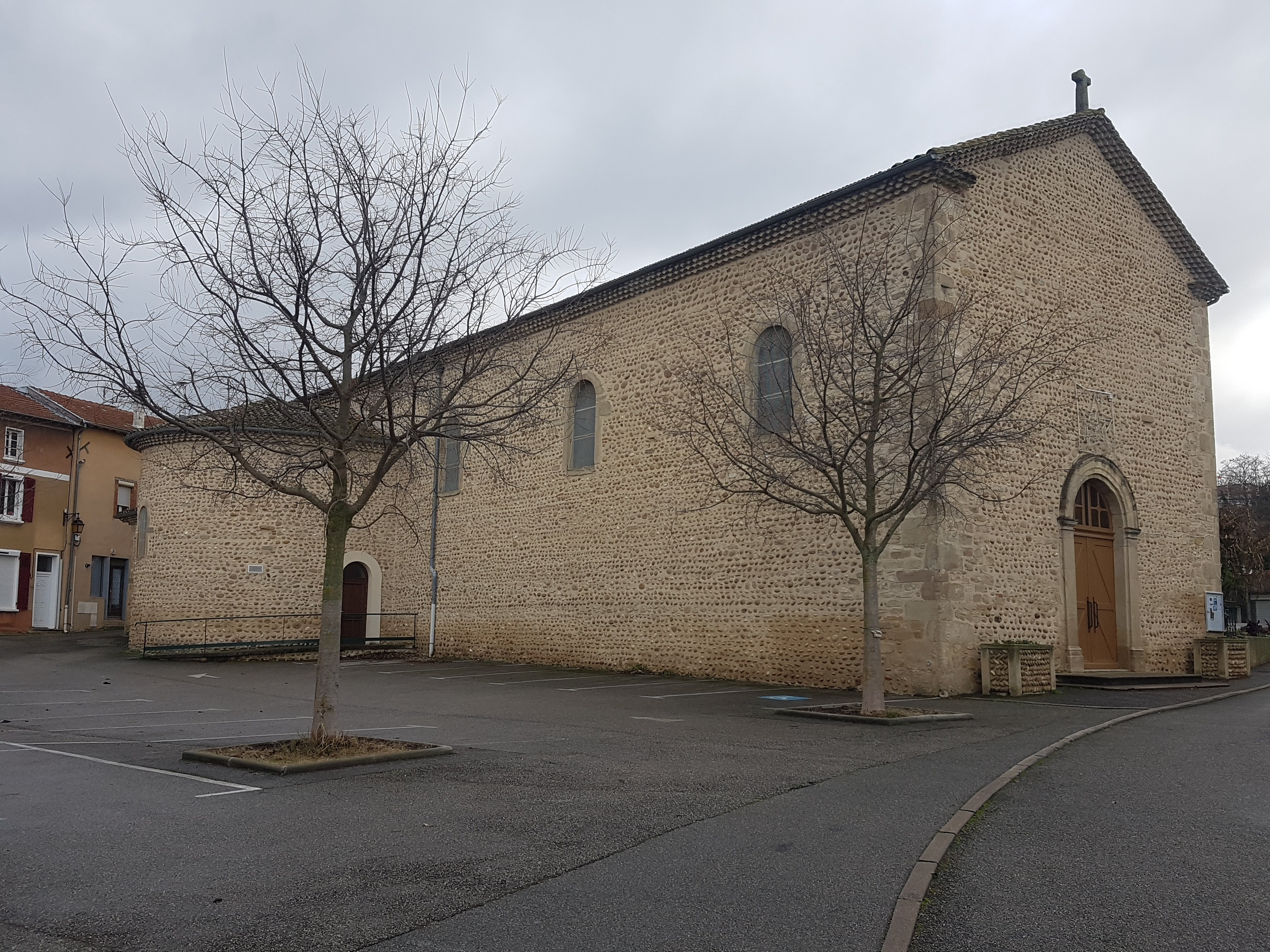
Vue sur l'église.

- Château de la Peyrouze, de style classique et son enceinte[13] : il a accueilli Napoléon III[19]. Le complexe appartient à la République algérienne démocratique et populaire[19]

## Galerie de photos

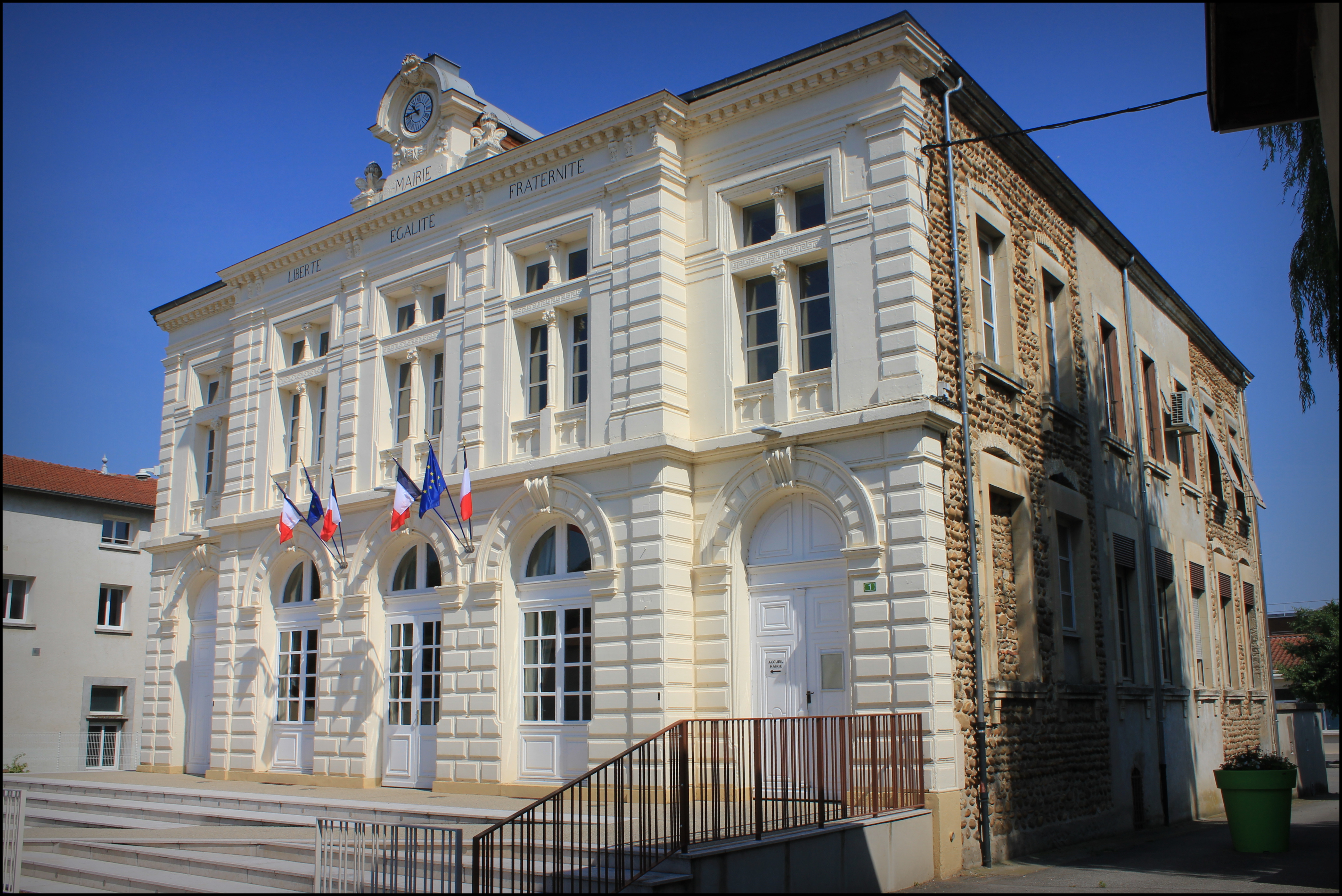
Vue sur la mairie.
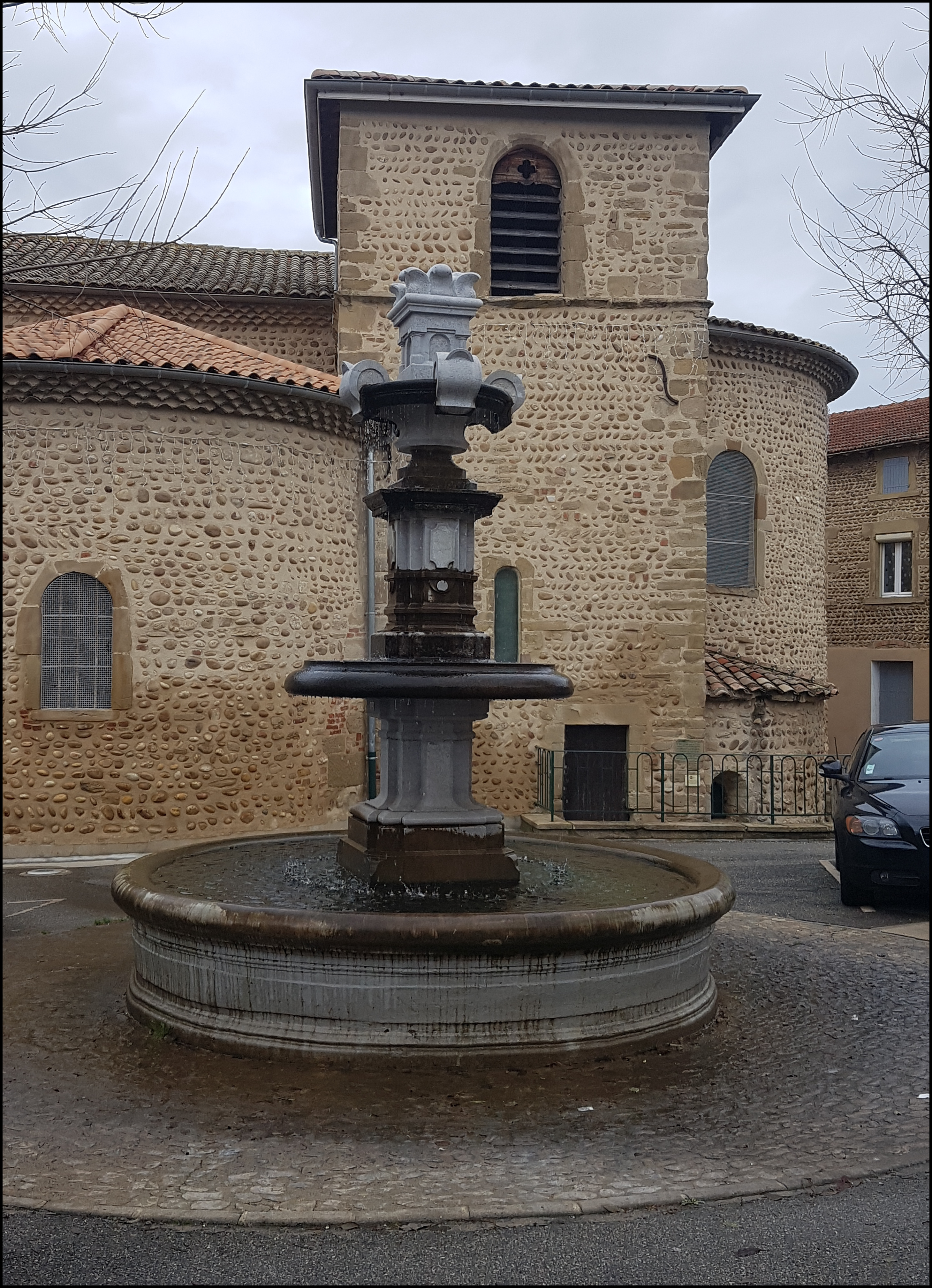
Vue sur la fontaine de la place de l'église.
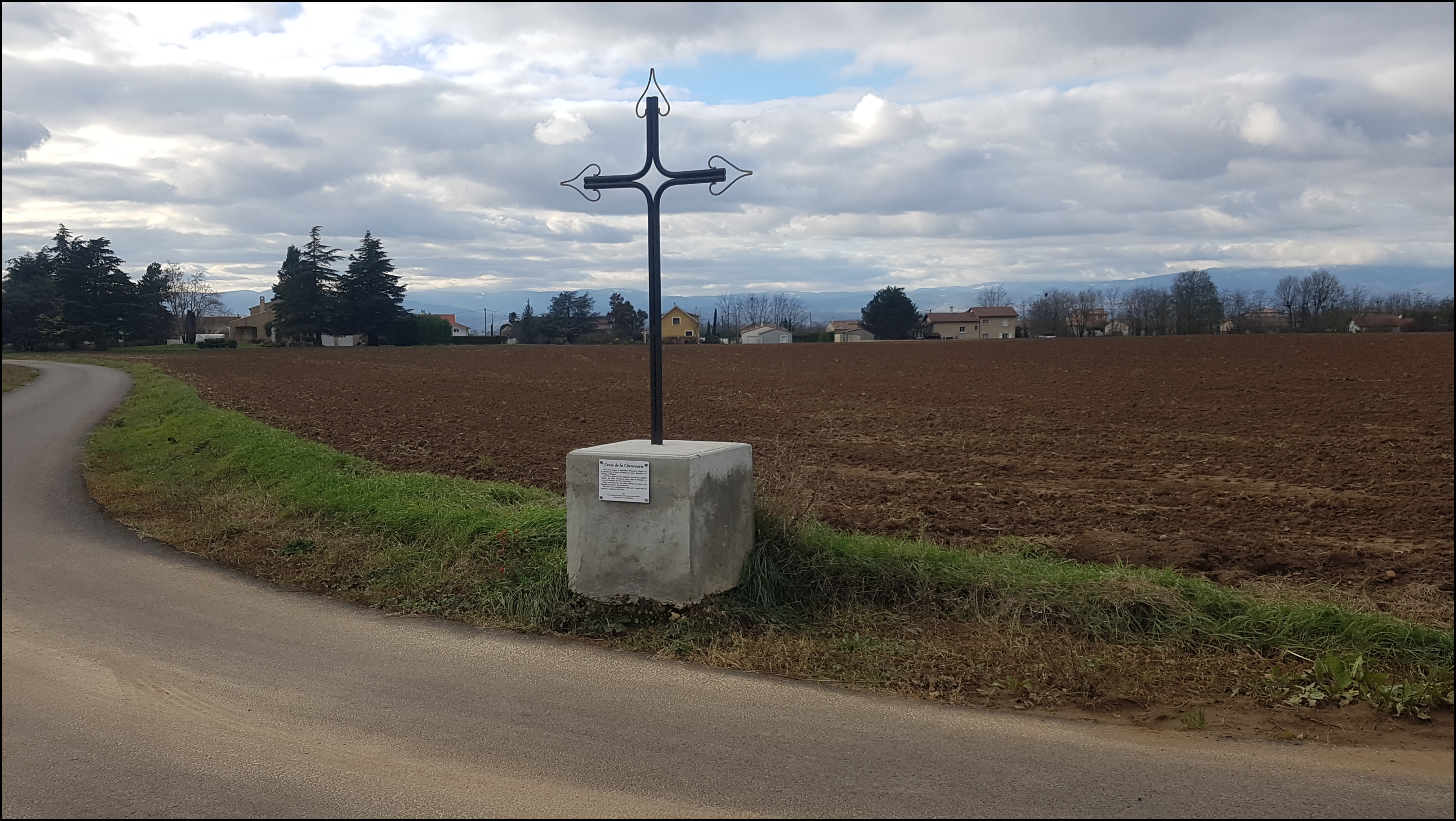
Vue sur la croix de la Chenevarie dans la campagne de Saint-Sorlin.
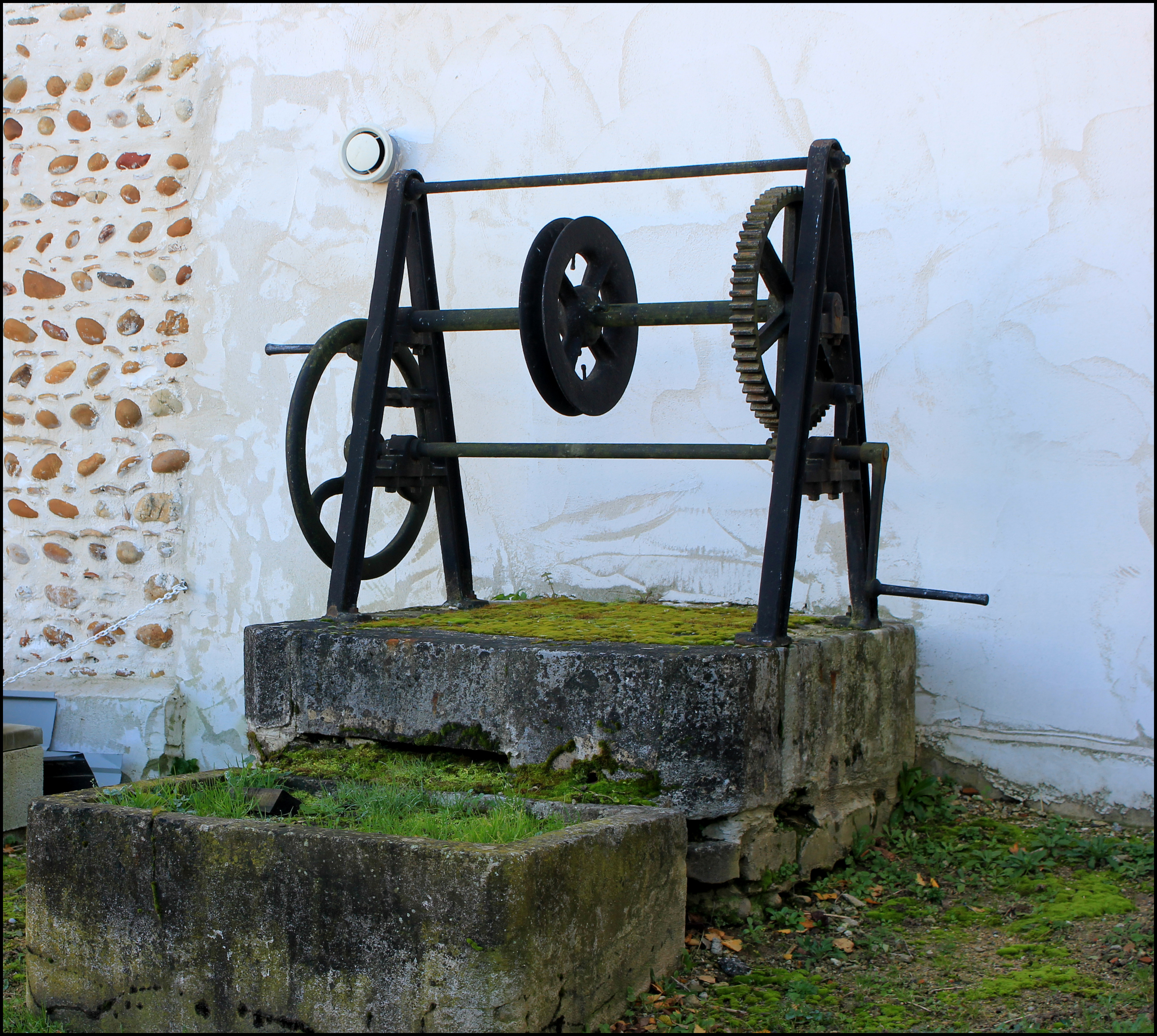
Puits du XVIIe siècle (quartier des Marguerits).
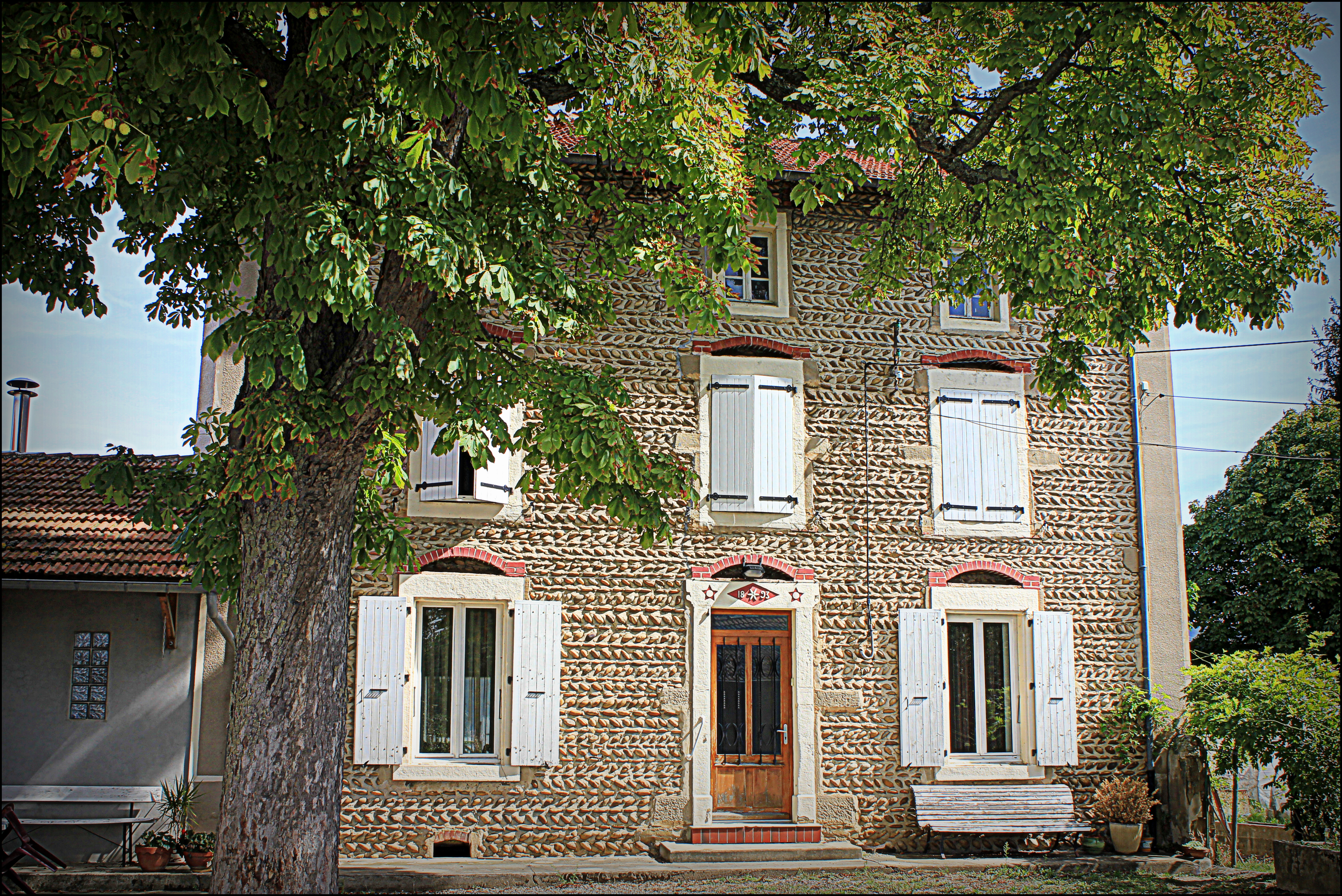
Maison typique à parements de galets.
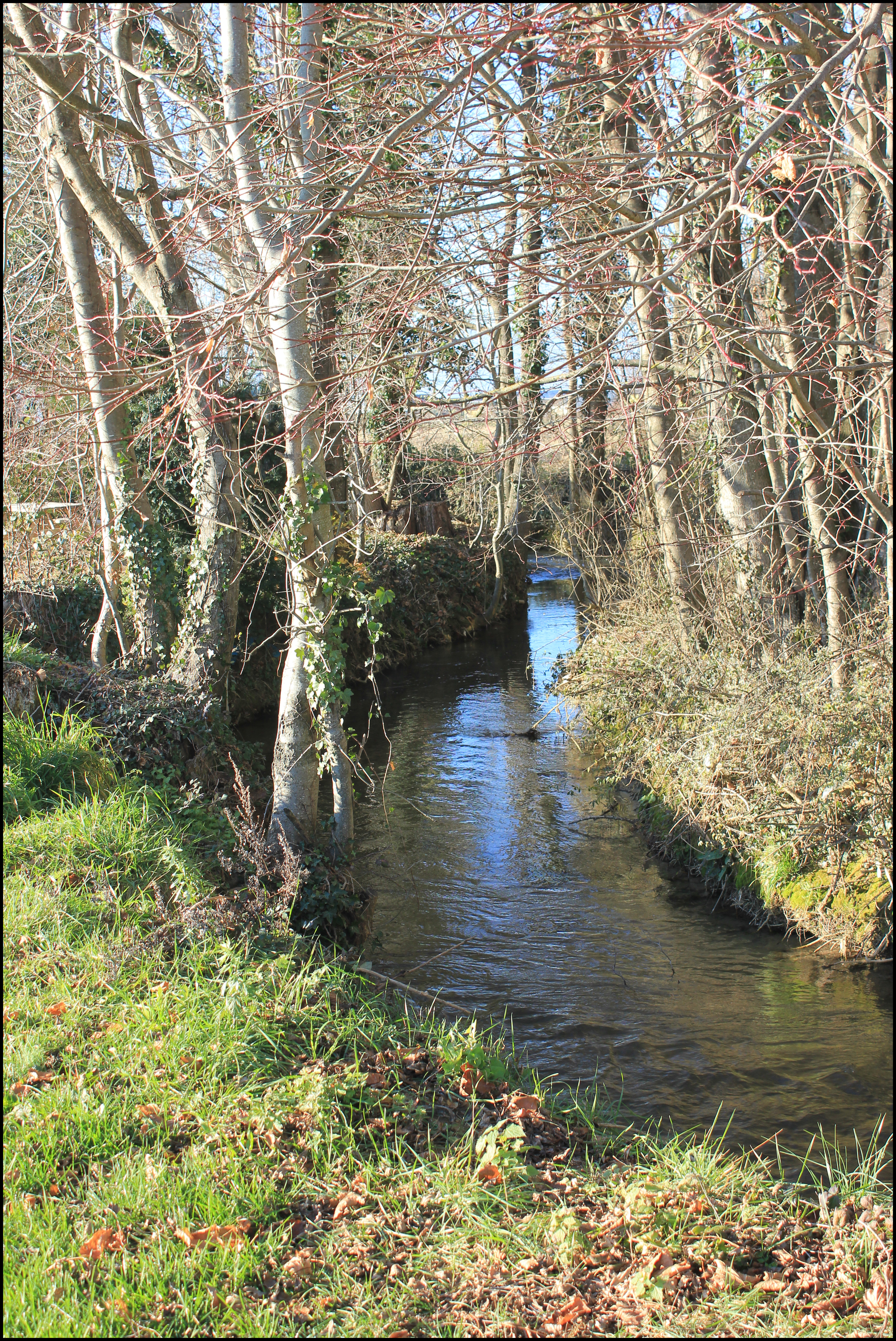
Vue sur la Veuze au niveau du stade.

### Personnalités liées à la commune
- Olivier Milloud : joueur de rugby à XV. Il a été formé à l'US Valloire-Galaure (Saint-Sorlin-en-Valloire).

### Héraldique, logotype et devise
|  | Saint-Sorlin-en-Valloire possède des armoiries dont l'origine et le blasonnement exact ne sont pas disponibles. |